# Gianyar (kecamatan)
Le Gianyar est un kecamatan (canton) indonésien du kabupaten de Gianyar (département) de la province de Bali.
Il comprend 5 kelurahans ( Abianbase, Beng, Bitera, Gianyar et Samplangan) et 12 desas (Bakbakan, Lebih, Petak, Petak Kaja, Serongga, Siangan, Sidan, Sumita, Suwat, Tegal Tugu, Temesi et Tulikup.